# Hermanus Joannes Josephus Maria van Straelen
Hermanus Joannes Josephus Maria van Straelen (Utrecht, 12 augustus 1895 - De Bilt, 8 april 1978)  was een Nederlandse hoofdlegeraalmoezenier.
Van Straelen werd geboren als tweede zoon van Bernardus Cornelis van Straelen en Paulina Maria Dymphna Verlegh. Net als twee andere broers ( P.B.M. van Straelen, F.H.M. van Straelen) heeft Van Straelen als hoofdofficier in het Nederlandse leger gediend. Na zijn wijding tot priester op 15 augustus 1919 in de Metropolitaankerk te Utrecht, werd hij achtereenvolgens tot kapelaan te Angeren en Amersfoort (1922) benoemd. Bij Koninklijk Besluit van 5 juni 1930 werd Van Straelen benoemd tot majoor aalmoezenier en met verlof voor onbepaalde tijd, buiten bezwaar van ’s Rijks schatkist. Per 1 februari 1936 trad Van Straelen als volledig aalmoezenier in dienst. Zijn benoeming tot hoofdlegeraalmoezenier in vaste dienst volgde in juni 1945.  
Van Straelen werd met ingang van 23 april 1946 benoemd tot buitengewoon geheim kamerheer van paus Pius XII. Bij Koninklijk Besluit van 14 september 1946 volgde zijn benoeming tot officier in de Orde van Oranje-Nassau.
Van Straelen is op 82-jarige leeftijd overleden.